# Pereskia

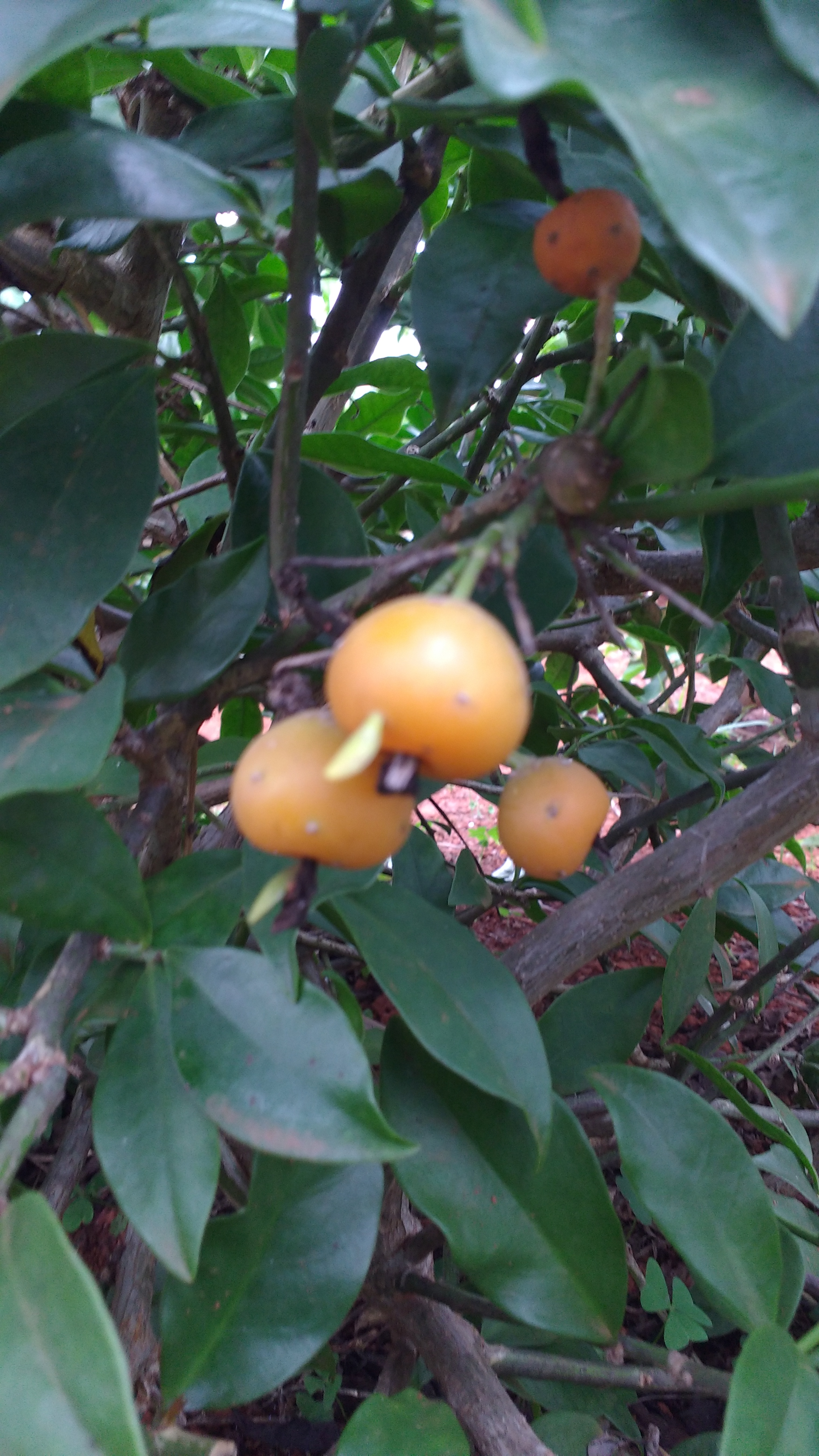
Pereskia aculeata FRUTO AMARELO ORA-PRO-NÓBIS

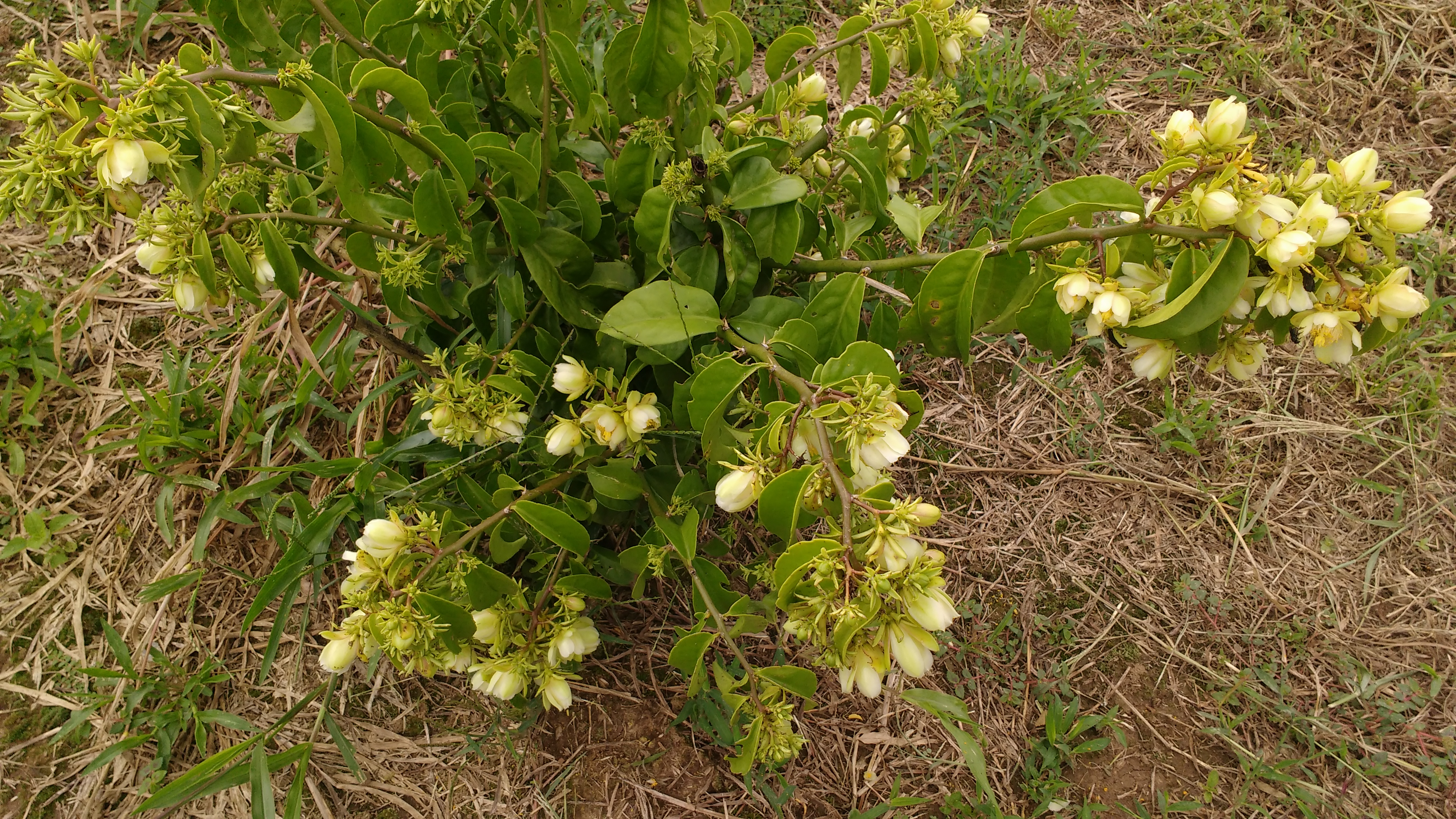
Pereskia aculeata PLANTA JOVEM ORA-PRÓ-NÓBIS

Pereskia é um gênero botânico da família Cactaceae. O gênero Pereskia apresenta 2 principais espécies de plantas conhecidas, que são muito utilizadas como PANC (Plantas Alimentícias Não Convencionais), que são usadas na alimentação de pessoas e animais. Por se tratar de uma Cactácea, seus frutos são muito apreciados por animais voadores como morcegos e pássaros, e também no consumo humano. Sua inflorescência é bem características do grupo dos cactos e de fácil identificação.

## Espécies
| - Pereskia aculeata - Pereskia aureiflora - Pereskia bahiensis - Pereskia bleo - Pereskia colombiana - Pereskia corrugata - Pereskia cubensis - Pereskia diaz-romeroana - Pereskia godseffiana - Pereskia grandifolia - Pereskia guamacho - Pereskia horrida - Pereskia humboldtii - Pereskia lychnidiflora | - Pereskia marcanoi - Pereskia nemorosa - Pereskia philippi - Pereskia portulacifolia - Pereskia quisqueyana - Pereskia sacharosa - Pereskia stenantha - Pereskia subulata - Pereskia vargasii - Pereskia weberiana - Pereskia zehntneri - Pereskia ziniiflora - Pereskia zinniaefolia |